# NN-175
La carretera NN‑175 es una vía departamental secundaria ubicada en el departamento de Managua. Comunica la localidad de Masachapa con la entrada a la zona de Playa San Diego, sirviendo como acceso hacia áreas de desarrollo turístico en la costa del Pacífico.

## Trazado y cruces
| km   | Localidad / Punto         | Departamento | Conexión / Ruta |
| ---- | ------------------------- | ------------ | --------------- |
| 0,0  | Masachapa                 | Managua      | NN 174          |
| 1,8  | Zona costera              | Managua      | Camino rural    |
| 3,53 | Entrada a Playa San Diego | Managua      |                 |

## Coordenadas
Uno de los tramos de la NN‑175 puede ser encontrado en las coordenadas: 11°45′09″N 86°31′29″O / 11.7525, -86.5248